# Hoja Blanca, Villa Corzo
Hoja Blanca är en ort i Mexiko.   Den ligger i kommunen Villa Corzo och delstaten Chiapas, i den sydöstra delen av landet, 800 km sydost om huvudstaden Mexico City. Hoja Blanca ligger 587 meter över havet och antalet invånare är 110.
Terrängen runt Hoja Blanca är lite kuperad. Runt Hoja Blanca är det glesbefolkat, med 19 invånare per kvadratkilometer. Närmaste större samhälle är San Pedro Buenavista, 16,0 km väster om Hoja Blanca. Omgivningarna runt Hoja Blanca är en mosaik av jordbruksmark och naturlig växtlighet.